# Golfo Maliaco
Il golfo Maliaco (in greco antico: Μαλιακὸς κόλπος?, Maliakòs kòlpos, in latino Sinus Maliacus) è un golfo del mar Egeo situato nell'est della Grecia Centrale, tra la costa meridionale della Tessaglia e quella settentrionale della Locride; il nome deriva dalla popolazione dei Mali, che abitava anticamente intorno ad esso.

## Descrizione

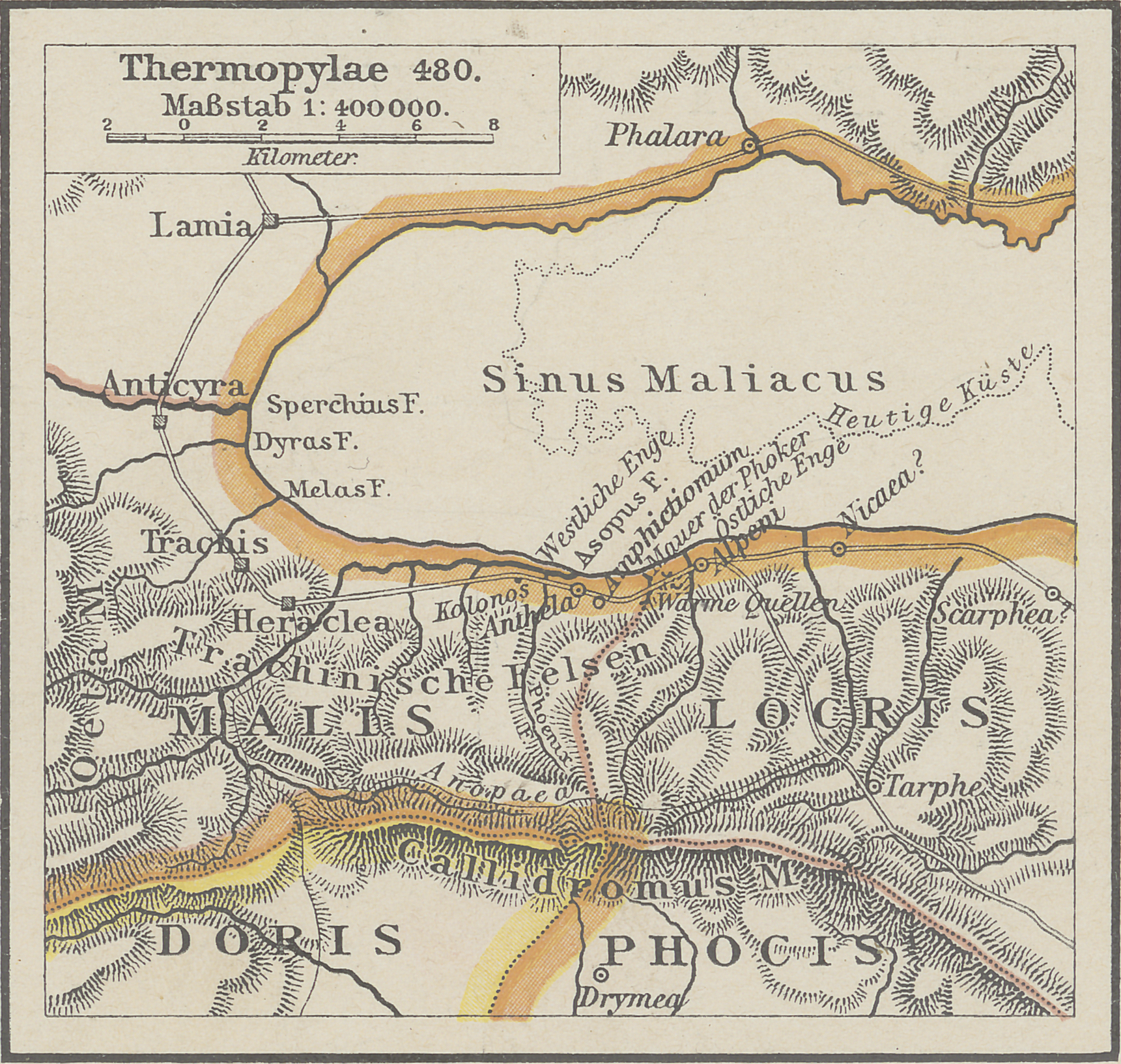
Il golfo Maliaco nell'antichità.

All'entrata del golfo ci sono la parte nord-occidentale dell'Eubea (capo Licada) e le isole Licadi; all'interno si trova la foce del fiume Spercheo.
Si estende da est a ovest per 15–22 km, ma, a causa del costante accumulo di detriti dello Spercheo e dei corsi d'acqua minori, il golfo si è notevolmente rimpicciolito nel corso dei secoli e la sua profondità massima è molto bassa. Così l'antico passo delle Termopili, dove è stata combattuta la famosa battaglia del 480 a.C., strettamente rinchiuso tra il mare e il monte Callidromo, è ormai diventato una vasta pianura costiera. L'unico porto è quello di Stylida, vicino alla città di Lamia.
Il protocollo di Londra del 1829 stabilì che il nuovo Stato della Grecia fosse collocato a sud della linea immaginaria che andava dal golfo Maliaco al fiume Aspropotamos.

## Altri nomi
Il golfo è chiamato "Lamiaco" da Pausania il Periegeta in riferimento alla città di Lamia che vi sorge tuttora; allo stesso modo è chiamato anche "Zitùni", dal nome attuale della città. Tito Livio, che solitamente lo chiama "Maliaco", lo nomina una volta come "Eniano", in riferimento al nome datogli da Polibio. Lo stesso golfo è chiamato anche Μηλιακός (Meliakòs) in Tucidide e Strabone, e talvolta Μηλιεύς (Melièus) in Erodoto e Polibio.